# Жан Фруассар
Жан Фруасса́р (фр. Jean Froissart, бл. 1337, Валансьєнн — бл. 1405, Шиме) — середньовічний французький письменник, поет та літописець, відомий перед усім своїми «Хроніками», в яких у подробицях висвітлена історія Європи XIV століття. Крім «Хронік» Фруассар написав великий артуріанський роман Меліадор та значну кількість поем і віршів. Хроніки є цінним джерелом для істориків, що спеціалізуються на епосі лицарства. У них також описано події першої половини Столітньої війни.

## Життєпис

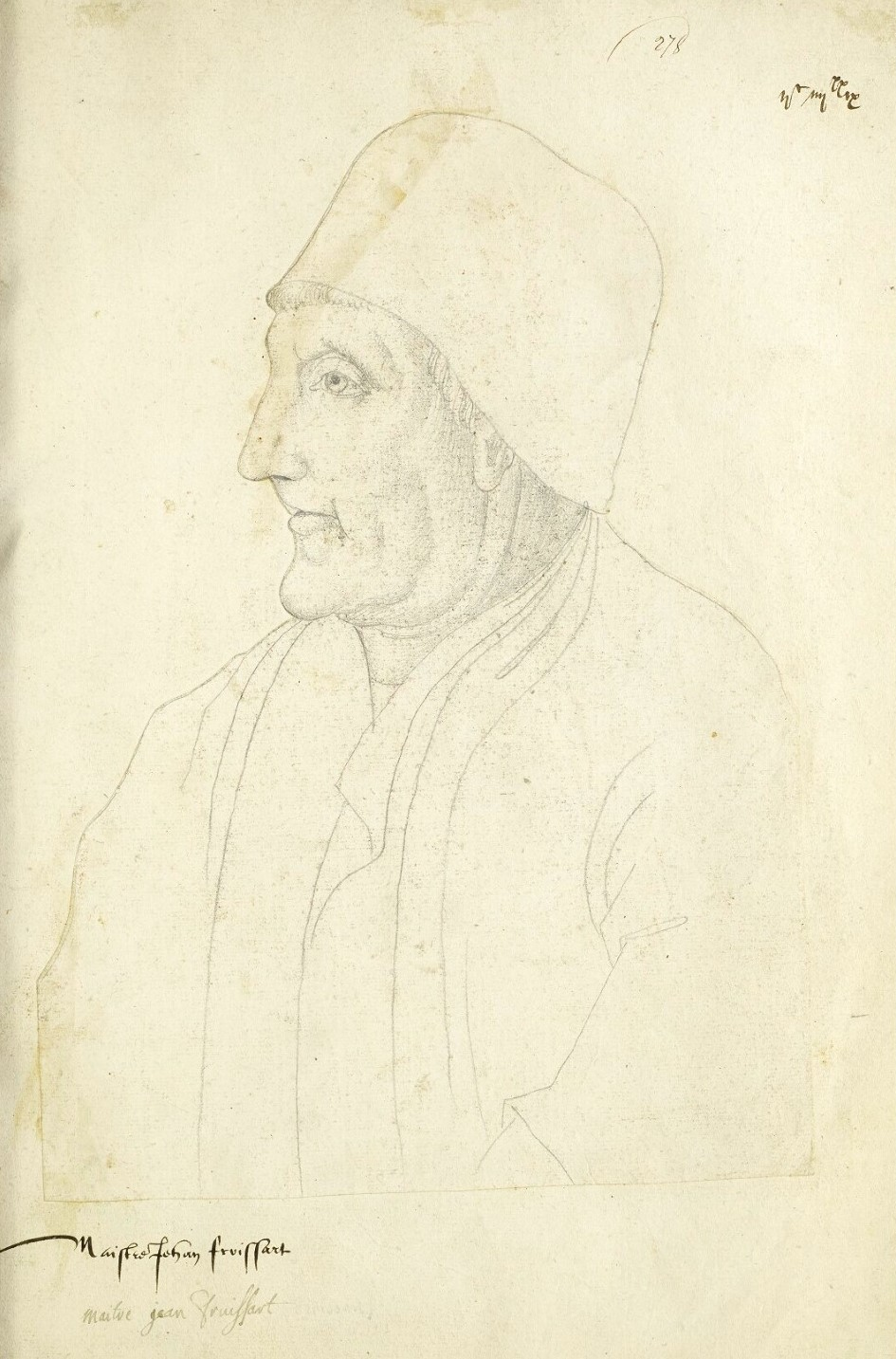
Жан Фруассар

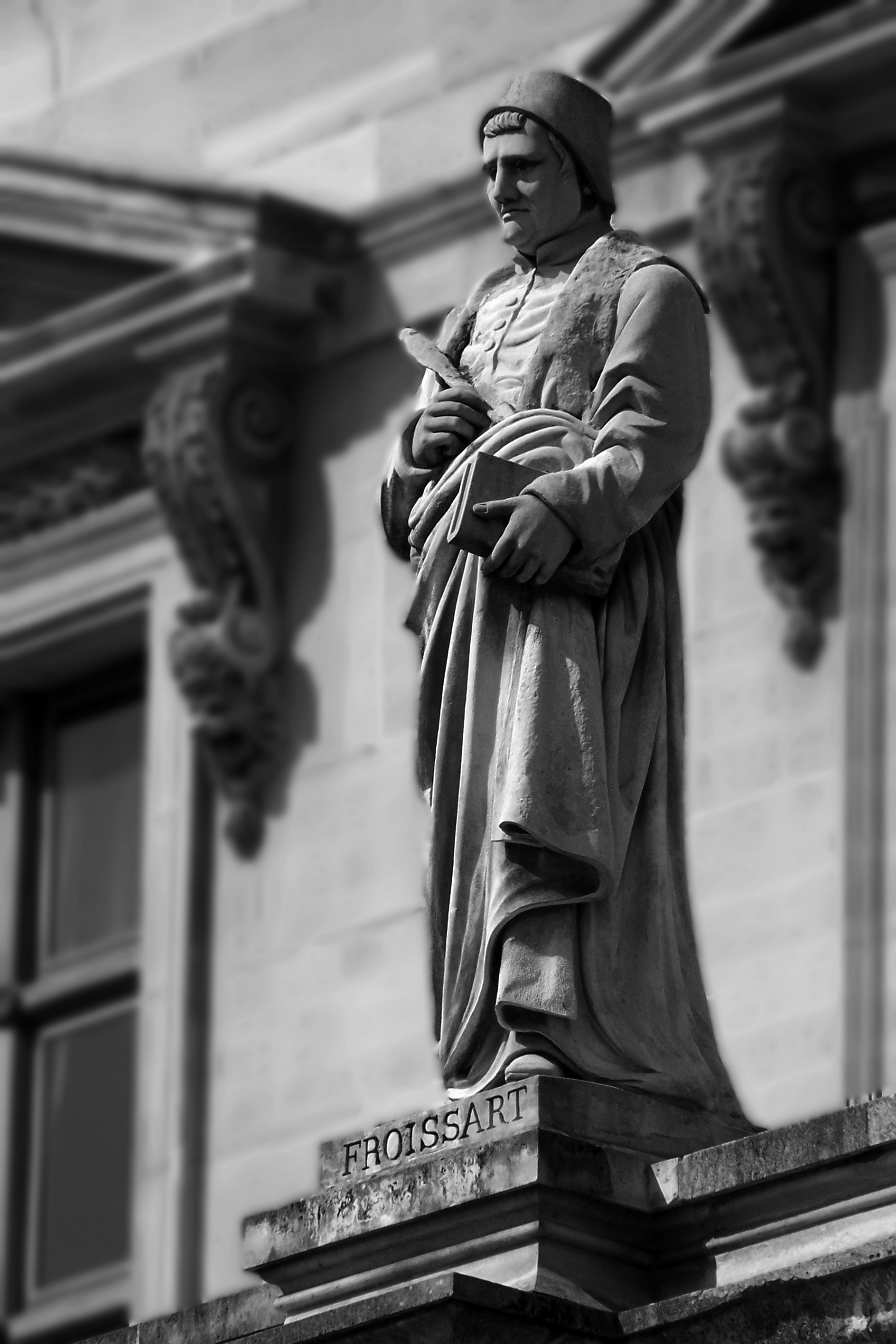
Статуя Фруассар в Луврі.

Про життя Фруассара відомо мало, здебільшого з його власних творів, а також завдяки архівним записам, де про нього згадується, коли він входив до переліку осіб, що отримали дари від тогочасних можновладців. Фруассар походив із містечка Валансьєнн у Еноському графстві, що належало тоді Священній Римській імперії, але межувало з Францією. Його батько, можливо, можливо малював геральдику на обладунках лицарів, але свідчення про це непевні. Сам Фруассар, можливо, розпочав свою кар'єру як торгівець, але про це теж не можна говорити з упевненістю, оскільки ліричний герой його віршів не обов'язково повинен бути автобіографічним.
Приблизно у віці 24 років Фруассар покинув Ено, поступивши на службу до Філіппи д'Ено, королеви-консорта англійського короля Едуарда III. На цій службі він залишався до смерті королеви, що прийшла 1369 року. Офіційна історіографія часто зазначає, що він був придворним поетом, однак на думку Крунена він не мав посади при дворі. Його стосунки з королевою радше були неформальними — він присвячував вірші своїй леді, а вона вряди-годи віддячувала йому подарунками.
Фруассар ставився до своєї роботи серйозно:
|  | Je suis de nouveau entré dans ma forge pour travailler et forger en la noble matière du temps passé ||  | «Знову до кузні своєї я увійшов, щоб працювати й кувати шляхетні матеріали часів минулих» |
Збираючи матеріали для своїх «Хронік», він відвідав Англію, Шотландію, Уельс, Францію, Фландрію й Іспанію, записуючи свідчення очевидців. Разом з Ліонелем, герцогом Кларенсом, він здійснив мандрівку до Мілана на весілля герцога з дочкою Галеаццо II Вісконті. На цьому весіллі були й інші значні письменники: Джеффрі Чосер та Петрарка.
Після смерті Філіппи він мав інших покровителів, зокрема Жанну, герцогиню Брабанту. Серед його винагород був маєток у селищі Естінн, поблизу Шиме. Доходів від маєтку вистачало для подорожей та збору матеріалу. 1395 року він повернувся до Англії, й відчув розчарування від занепаду лицарства.
Невідомо, де і коли він помер. Можливо, його поховали в церкві св. Монегунди в Шиме.

## Спадщина

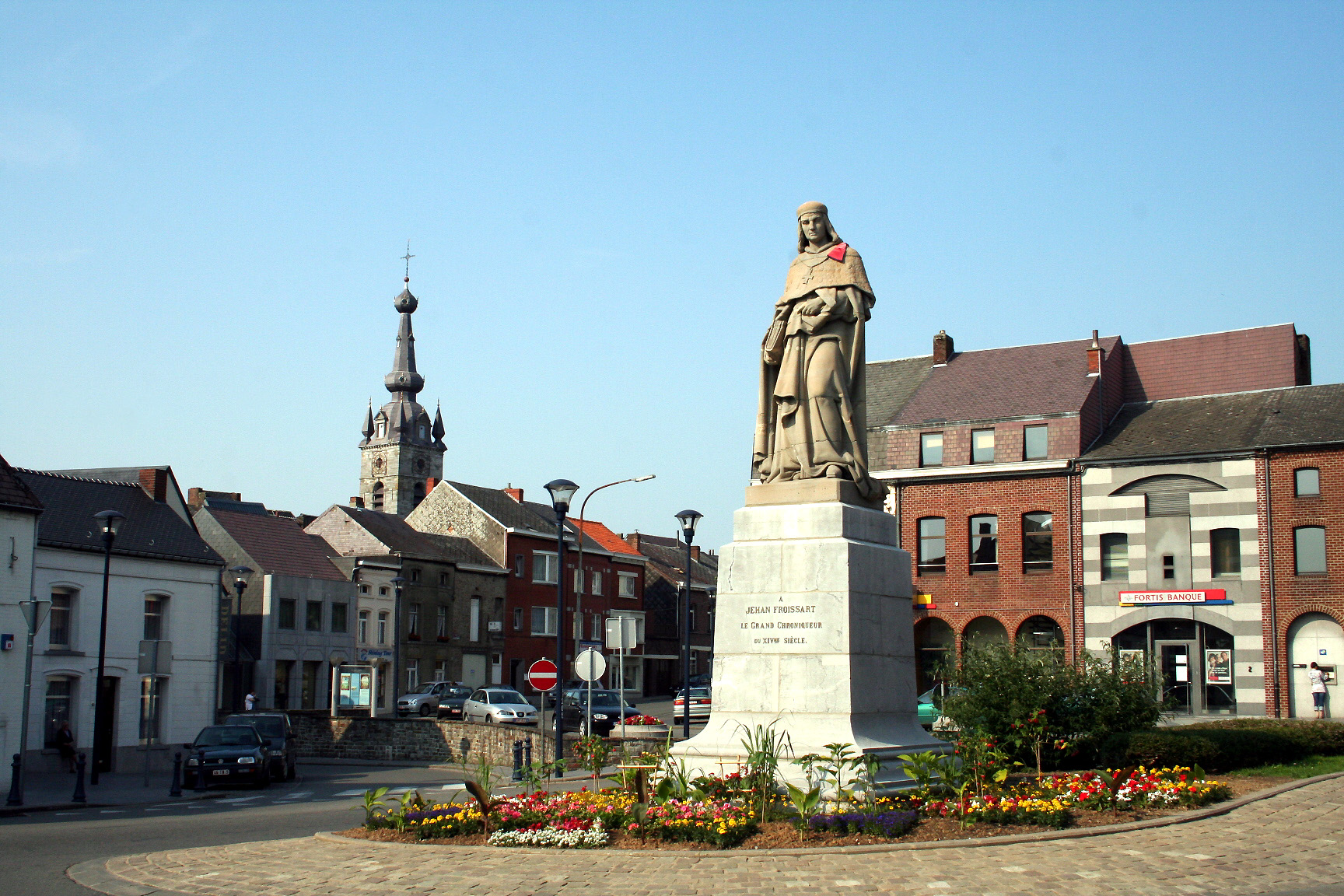
Фруассар, Шиме (Бельгія).

Найбільше Фруассар відомий завдяки своїм «Хронікам», текст яких зберігся в численних ілюстрованих рукописах. Існує понад сто примірників, над якими працювали різні ілюстратори. Дуже відомий примірник, замовлений фламандським шляхтичем Лодевіком ван Грутхусе у 1470-их роках. Він містить 112 мініатюр роботи різних художників із Брюгге.
Англійський композитор Едвард Елгар написав увертюру «Фруассар».